# Повітря (стихія)
Повітря є однією із чотирьох стихій разом із водою, землею та вогнем у давньогрецькій філософії та західній алхімії.

## Грецька та римська традиції

Чотири гумори та їх якості

Платоном пов'язував стихю землі із октаедром; Повітря у натурфілософії вважається поєднанням тепла і вологи. Стародавні греки позначали повітря двома словами: aer означав тьмяну нижню атмосферу, а aether означав яскраву верхню атмосферу над хмарами. Платон, зокрема, пише: «Так само і з повітрям: є найяскравіший різновид, який ми називаємо ефіром, та найкаламутніший, який ми називаємо туманом і темрявою, та інші види, для яких ми не маємо назви."  Серед грецьких досократиків Анаксімен (середина 6 століття до н. е.) називав повітря архе. Подібне переконання деякі стародавні джерела приписували Діогену Аполлонійському (кінець 5 століття до н. е.), який також пов’язував повітря з інтелектом і душею (психікою), але інші джерела стверджують, що його arche була речовиною між повітрям і вогнем.  Арістофан пародіював таке вчення у своїй п'єсі «Хмари», вклавши молитву в уста Сократа .
Повітря було одним із багатьох архе, запропонованих досократиками, більшість з яких намагалися звести всі речі до одного першоелемента. Однак Емпедокл з Акрагаса (бл. 495-бл. 435 до н. е.) вибрав чотири різних архе для своїх чотирьох першоелементів: повітря, вогонь, вода та земля. Стародавні та сучасні думки розходяться щодо того, чи ідентифікував він повітря з божествами Герою, Аїдом чи навіть Зевсем. Першоелементами за Емпедоклом були чотири стихії. Платон (427–347 рр. до н. е.) перейняв чотири елементи Емпедокла. У своєму космологічному діалозі «Тімей» Платон пов'язує повітря з платонівським тілом октаедром, утвореним із восьми рівносторонніх трикутників. Це поміщає повітря між вогнем і водою, які Платон вважав дещо схожими, одже вони є проміжними у своїй рухливості, гостроті та здатності проникати. Він також сказав про повітря, що його дрібні компоненти настільки гладкі, що їх ледь можна відчути.
Учень Платона Аристотель (384–322 до н. е.) розробив дещо інше пояснення елементів, засноване на парах якостей. Чотири елементи у його концепції були розташовані концентровано навколо центру Всесвіту, утворюючи підмісячну сферу . Згідно з Аристотелем, повітря є поєднанням тепла та вологості і займає місце між вогнем і водою серед елементарних сфер. Аристотель остаточно відокремив повітря від ефіру. Для нього ефір був незмінною, майже божественною субстанцією, яка була лише на небі, де вона утворювала небесні сфери. 

### Гуморизм і темпераменти
| Гумор      | Сезон | Вік         | елемент | Орган          | Якості           | Темперамент |
| Кров       | весна | дитинство   | повітря | печінка        | волога і тепла   | сангвінік   |
| Жовта жовч | літо  | молодість   | вогонь  | жовчний міхур  | тепла і суха     | холерик     |
| Чорна жовч | осінь | повноліття  | землі   | селезінка      | суха і холодна   | меланхолік  |
| Мокрота    | зима  | похилий вік | вода    | мозок / легені | холодна і волога | флегматик   |

У давньогрецькій медицині кожен із чотирьох гуморів асоціювався з певною стихією. Кров була рідиною, ототожненою з повітрям, оскільки обидва були гарячими та мокрими. Також повітря і кров в стародавній і середньовічній медицині асоціювалися із сезоном весни, оскільки він підвищував якість тепла і вологи; сангвінічним темпераментом (людини, в якій переважає кров'яний гумор); гермафродитизмом (поєднує чоловічу якість тепла з жіночою якістю вологи); і північною точкою компаса. 

### Алхімія

Алхімічний символ повітря

Алхімічним символом, що позначає стихію повітря є трикутник, спрямований вгору, розділений навпіл горизонтальною лінією.

## Сучасна рецепція
Герметичний Орден Золотої Зорі, заснований у 1888 році, включає повітря та інші грецькі стихії у свої вчення. Магічною зброєю елементу повітря є кинджал, який має бути пофарбований у жовтий колір з магічними іменами та символами, написаними на ньому фіолетовим кольором.  Кожна із стихій має кілька асоційованих духовних істот. Архангелом повітря є Рафаель, ангелом є Хассан, володарем є Арал, королем є Паральда, а елементалями повітря (слідом за Парацельсом ) послідовники ордену називають сильфи.  Повітря є значним, і воно відноситься до верхньої лівої точки пентаграми у Найвищому викликальному ритуалі пентаграми. Багато з цих асоціацій з тих пір поширилися в окультному співтоваристві.
У Золотій Зорі та в багатьох інших системах магічного знання кожен елемент пов'язаний із однією зі сторін світу і знаходиться під опікою Вартових Веж. Сторожові вежі походять від енохіанської системи магії, заснованої Джоном Ді. У Золотій Зорі вони представлені Енохіанськими елементарними табличками. Повітря асоціюється у них зі сходом, який охороняє Перша вартова вежа. 
Повітря є одним із п’яти першоелементів, які зустрічаються в більшості вікканських і язичницьких вченнях. Зокрема, на Вікку вплинула езотерична система Золотої Зорі та містицизм Алістера Кроулі . 

## Паралелі в незахідних традиціях
Повітря не є однією із традиційних п'яти китайських стихій . Тим не менш, стародавнє китайське поняття Ци або чі вважається близьким до поняття повітря. Вважається, що Ци є частиною кожної живої істоти, яка існує, як свого роду «життєва сила» або «духовна енергія». Його часто перекладають як «потік енергії» або буквально як «повітря» чи «дихання». (Наприклад, tiānqì, буквально «дихання неба», китайське слово, що означає «погода»). Концепція ци часто утверджується, однак жодні наукові докази не підтверджують її існування.
Стихія повітря також фігурує як поняття в буддистській філософії, що має давню історію у Китаї.
Деякі західні сучасні окультисти та містики також ототожнюють китайську стихію металу з елементом повітря , інші — з деревом через елементарну асоціацію вітру та дерева в багуа .
Енліль був богом повітря в стародавньому Шумері. А Шу був давньоєгипетським божеством повітря і чоловіком Тефнут, богині вологи. Він був емблемою сили завдяки своїй ролі у відокремленні Нута від Геба. Шу відігравав головну роль у Текстах Саркофагів, що були заклинаннями, які мали допомогти померлому безпечно дістатися загробного царства. На шляху до неба дух мав мандрувати повітрям, як вказує одне заклинання: «Я піднявся в Шу, я піднявся на промені сонця». 

## Дивись також
- Атмосфера Землі
- Небесне божество
- Божество вітру

## Подальше читання
- Каннінгем, Скотт . Земля, повітря, вогонь і вода: додаткові техніки природної магії .
- Starhawk . Спіральний танець : Відродження давньої релігії Великої Богині . 3-е видання. 1999 рік.